# Christine Rossi
Christine Rossi (* 1. Mai 1963) ist eine ehemalige französische Freestyle-Skierin. Sie war weitestgehend auf die nicht mehr ausgetragene Disziplin Ballett (Acro) spezialisiert. In dieser Disziplin gewann sie 1988 den olympischen Demonstrationswettbewerb, der zugleich als Weltmeisterschaft gewertet wurde. Daneben gewann sie dreimal die Disziplinenwertung im Weltcup sowie 21 Einzelwettkämpfe.

## Biografie
Christine Rossi startete bereits im Alter von 16 Jahren erstmals im neu lancierten Freestyle-Skiing-Weltcup. Im Ballett gehörte sie sogleich zu den Besten, musste sich in der Disziplinenwertung während der ersten fünf Winter jedoch jedes Mal der Seriensiegerin Jan Bucher geschlagen geben. Daneben trat sie vereinzelt auch in den Disziplinen Aerials (Springen) und Moguls (Buckelpiste) an. Während sie im Springen immerhin einen fünften Platz als Bestleistung erreichte (Livigno 1981), schaffte sie es auf der Buckelpiste nie unter die für einen Punktegewinn nötigen Top zehn. In der Kombination gelang ihr dies dreimal, wobei sie einmal als Vierte (Laax 1981) nur knapp am Podest vorbeischrammte. Ihr erster Weltcupsieg errang sie bereits im Januar 1981 als 17-Jährige in ihrer Paradedisziplin in Laax.
Ab 1982/83 konzentrierte sich Rossi voll und ganz auf das Ballett und konnte ihrer Dauerrivalin Jan Bucher 1984/85 erstmals die Disziplinenwertung streitig machen. Bei den ersten Freestyle-Weltmeisterschaften in Tignes musste sie sich der US-Amerikanerin wieder geschlagen geben und gewann die Silbermedaille. Im Winter 1986/87 setzte sich Rossi in der Ballettwertung hauchdünn gegen die punktegleiche Bucher durch, weil sie insgesamt die besseren Platzierungen hatte. Zudem gewann sie in ihrem Heimatort Le Sauze zum siebenten und letzten Mal den Europameistertitel im Skiballett. Ihre stärkste Saison hatte Rossi 1987/88. Mit fünf Weltcupsiegen setzte sie sich in der Disziplinenwertung zum dritten Mal innerhalb der letzten vier Jahre gegen Jan Bucher durch. Dazu gewann sie die Goldmedaille im Ballett bei den Olympischen Winterspielen von Calgary, wo die Disziplin erstmals als Demonstrationswettbewerb ausgetragen wurde. Im Anschluss an den Erfolgswinter beendete sie im Alter von 24 Jahren ihre aktive Laufbahn im Leistungssport.
Heute betreibt Christine Rossi ein Sportgeschäft in Le Sauze.

## Erfolge

### Olympische Spiele
- Calgary 1988: 1. Ballett (Demonstrationswettbewerb)

### Weltmeisterschaften
- Tignes 1986: 2. Ballett
- Calgary 1988: 1. Ballett

### Weltcupwertungen
| Saison  | Gesamt | Gesamt | Aerials | Aerials | Ballett | Ballett | Kombination | Kombination |
| Saison  | Platz  | Punkte | Platz   | Punkte  | Platz   | Punkte  | Platz       | Punkte      |
| ------- | ------ | ------ | ------- | ------- | ------- | ------- | ----------- | ----------- |
| 1980    | 11.    | 26     | –       | –       | 2.      | 26      | –           | –           |
| 1981    | 5.     | 51     | 10.     | 7       | 2.      | 42      | 8.          | 2           |
| 1982    | 7.     | 44     | –       | –       | 2.      | 44      | –           | –           |
| 1983    | 11.    | 11     | –       | –       | 2.      | 56      | –           | –           |
| 1984    | 11.    | 11     | –       | –       | 2.      | 68      | –           | –           |
| 1984/85 | 6.     | 12     | –       | –       | 1.      | 82      | –           | –           |
| 1985/86 | 11.    | 11     | –       | –       | 2.      | 54      | –           | –           |
| 1986/87 | 4.     | 12     | –       | –       | 1.      | 70      | –           | –           |
| 1987/88 | 4.     | 12     | –       | –       | 1.      | 82      | –           | –           |

### Weltcupsiege
Rossi errang im Weltcup 60 Podestplätze, davon 21 Siege:
| Datum             | Ort          | Land        | Disziplin |
| ----------------- | ------------ | ----------- | --------- |
| 31. Januar 1981   | Laax         | Schweiz     | Ballett   |
| 9. Januar 1982    | Blackcomb    | Kanada      | Ballett   |
| 16. Januar 1982   | Calgary      | Kanada      | Ballett   |
| 25. März 1982     | Tignes       | Frankreich  | Ballett   |
| 12. Februar 1983  | Ravascletto  | Italien     | Ballett   |
| 14. Januar 1984   | Stoneham     | Kanada      | Ballett   |
| 25. Februar 1984  | Göstling     | Österreich  | Ballett   |
| 11. Dezember 1984 | Tignes       | Frankreich  | Ballett   |
| 1. Februar 1985   | Le Sauze     | Frankreich  | Ballett   |
| 1. März 1985      | Oberjoch     | Deutschland | Ballett   |
| 9. März 1985      | Mariazell    | Österreich  | Ballett   |
| 17. März 1985     | La Clusaz    | Frankreich  | Ballett   |
| 12. Dezember 1986 | Tignes       | Frankreich  | Ballett   |
| 21. Januar 1987   | Breckenridge | USA         | Ballett   |
| 27. Februar 1987  | Voss         | Norwegen    | Ballett   |
| 25. März 1987     | La Clusaz    | Frankreich  | Ballett   |
| 18. Dezember 1987 | La Plagne    | Frankreich  | Ballett   |
| 22. Januar 1988   | Breckenridge | USA         | Ballett   |
| 29. Januar 1988   | Inawashiro   | Japan       | Ballett   |
| 5. Februar 1988   | Madarao      | Japan       | Ballett   |
| 4. März 1988      | Oberjoch     | Deutschland | Ballett   |

### Weitere Erfolge
- 7 Europameistertitel (Ballett 1980–1985 und 1987)[1]